# Jesús Medina (Dirigent)
Jesús Medina (* 13. Oktober 1959 in Monterrey) ist ein mexikanischer Dirigent.

## Leben und Wirken
Medina erhielt seine Ausbildung als Dirigent an der Pierre Monteux School in Hancock/Maine bei Charles Bruck. Er war Leiter namhafter mexikanischer Orchester, darunter des Orquesta Filarmónica del Estado de Querétaro, des Orquesta Filarmónica de la UNAM und von 1986 bis 1989 des Orquesta Sinfónica de la Universidad Autónoma de Nuevo León (OSUANL). Von 2002 bis 2010 war er künstlerischer Leiter des Orquesta de Cámara de Bellas Artes. 2008 gründete er die Milenium Sinfonietta, deren künstlerischer Leiter er ist. 2010 übernahm er die künstlerische Leitung des OSUANL. Im Jahr 2019 wurde er zum Chefdirigenten des Orquesta Filarmónica de Jalisco in Guadalajara ernannt.
Als Gastdirigent trat Medina mit Orchestern u. a. in den Vereinigten Staaten, Brasilien, Argentinien, Kolumbien, Ecuador und Venezuela, Frankreich, Spanien, Italien, Portugal, Polen, der Schweiz, Ungarn, der Tschechischen Republik, Deutschland, Russland, Serbien und Montenegro, Singapur und der Türkei auf. Unter seiner Leitung traten  Musiker wie Itzhak Perlman, Joaquín Achúcarro, Alexander Markov, Angel Romero, Horacio Gutiérrez, Elmar Oliveira, Jens Lindemann, Pierre Amoyal, Nathaniel Rosen, Mark Peskanov, Konstanty Kulka, György Sándor, Pascal Devoyon, Fernando de la Mora, Nikita Storoyev, Maxim Vengerov, Shlomo Mintz, Pacho Flores und Javier Camarena auf.
Medina wurde zur Teilnahme an großen Festivals in Mexiko eingeladen, darunter dem Festival Internacional Cervantino, dem Festival de Tamaulipas, dem Festival de Sinaloa und am Internationale Forum für Neue Musik und leitete Uraufführungen von Werken mexikanischer Komponisten wie Eduardo Angulo, Jorge Córdoba, Eugenio Toussaint und Arturo Marquez sowie u. a. die mexikanischen Erstaufführungen von Krzysztof Pendereckis Dies Irae und Henryk Mikołaj Góreckis Beatus Vir.

## Auszeichnungen
1991 wurde er von der Unión Mexicana de Cronistas de Teatro y Música als Dirigent des Jahres ausgezeichnet, 2004 erhielt er den Premio GAVIOTA der Asociación Latinoamericana de Cronistas.